# Väster-Rotsjön, Härjedalen
Väster-Rotsjön är en sjö i Bergs kommun i Härjedalen och ingår i Ljungans huvudavrinningsområde. Sjön har en area på 0,278 kvadratkilometer och ligger 593,4 meter över havet.

## Delavrinningsområde
Väster-Rotsjön ingår i det delavrinningsområde (697274-136710) som SMHI kallar för Utloppet av Väster-Rotsjön. Medelhöjden är 629 meter över havet och ytan är 2,04 kvadratkilometer. Räknas de 2 avrinningsområdena uppströms in blir den ackumulerade arean 3,97 kvadratkilometer. Vattendraget som avvattnar avrinningsområdet har biflödesordning 3, vilket innebär att vattnet flödar genom totalt 3 vattendrag innan det når havet efter 319 kilometer. Avrinningsområdet består mestadels av skog (84 procent). Avrinningsområdet har 0,28 kvadratkilometer vattenytor vilket ger det en sjöprocent på 13,6 procent.